# Соглашение о партнёрстве и сотрудничестве между Европейскими сообществами и Россией
Соглашение о партнёрстве и сотрудничестве между Европейскими сообществами и Россией (СПС, англ. Partnership and co-operation agreement between the European communities and their member states, and Russia) — соглашение между Европейскими сообществами и его государствами-членами с одной стороны и Россией с другой. Подписано 24 июня 1994 года и ратифицировано законом России от 25 ноября 1996 года.
Являлось документом, регулирующим как процесс рыночного реформирования экономики России и сближения стандартов хозяйственной деятельности в России с общемировыми и принятыми в ЕС, так и общие правовые рамки экономических отношений России и ЕС.
В 2007 году первоначальный десятилетний срок действия соглашения истёк. С тех пор оно ежегодно автоматически продлевается, пока одна из сторон не направит другой письменного извещения о денонсации соглашения.

## История
Поскольку СПС касается дел всех стран ЕС, оно должно быть ратифицировано всеми тремя Европейскими сообществами, а также и всеми странами-участницами. Длительный процесс ратификации Соглашения государствами-членами закончился только в конце 1997 года; следовательно, СПС вступило в силу 1 декабря 1997 года. Оно сменило соглашение СССР и ЕС о торговле и сотрудничестве 1989 г.

## Содержание
Официальный текст Соглашения состоит из:
- самого текста СПС с преамбулой и 112 статьями;
- Протокола о взаимной помощи в торговых вопросах по углю и стали;
- Протокола о взаимной помощи в таможенных вопросах;
- Десяти Приложений;
- Совместных деклараций в отношении раздела III и статей 94, 10, 12, 17, 18, 22(1), 24, 26, 32, 37, 28, 29(3), 30, 30(a), 30(g), 30(b), 45, 30(h), 31, 34(1), 34, 38, 35, 39(2)с, 44, 46(2), 48, 52, 53(2.2), 54, 99, 101, 107, 107(2), 2 и 107, 112.
- обмена письмами в отношении статей 22, 52.
- деклараций Сообщества в отношении статей 36, 54.
- декларации России в отношении статьи 36.
- обмен письмами о последствиях расширения, по уругвайскому раунду, в отношении торговли сталью.

## Значение
СПС институализировал отношения России и ЕС на основе механизмов регулярного прямого диалога по важнейшим политическим, экономическим и другим проблемам. Встречи президента России и председателя Европейского Совета и председателя Европейской комиссии должны проходить два раза в год. Совет сотрудничества осуществляет диалог министров России и ЕС. Комитет парламентского сотрудничества дает Совету рекомендации.